# Jardín Experimental de Cactus Resistentes al Frío de Vermont
El Jardín Experimental de Cactus Resistentes al Frío de Vermont (en inglés : Vermont Experimental Cold-Hardy Cactus Garden es un pequeño jardín botánico de menos de 100 pies cuadrados especializado en cactus y suculentas, en Middlebury, Estados Unidos.

## Localización
Se ubica en una residencia privada que se encuentra en una zona bioclimática (USDA Zonas 4 y 5) situada tan al norte como Nueva Inglaterra, Nueva York, y el este de Canadá. 
Vermont Experimental Cold-Hardy Cactus Garden, Halladay Road, Middlebury, Addison County, Vermont VT 05753 United States of America-Estados Unidos de América
Planos y vistas satelitales43°58′39.89″N 73°8′9.86″O / 43.9777472, -73.1360722
Está abierto al público previa llamada telefónica para concertar la visita. 

## Historia
El jardín botánico surgió de una feliz idea de la pareja formada por Louis y Marilyn Varricchio, que además realizan intentos de aclimatación de estas plantas en esta zona bioclimática.

## Colecciones
En sus colecciones se incluyen varias opuntias, agaves, yuccas, y sedums y unos lechos de cultivo elevados con plantaciones en una colina en miniatura. 
El jardín también efectúa pruebas de resistencia de la Sequoia Gigante (Sequoiadendron giganteum aka Sequoia gigantea) en Zonas bioclimáticas 4-5. Varios plantones de prueba de resistencia fueron plantados en el año 2000.